# Jan Wolkers
Jan Wolkers fue un escritor, escultor y pintor neerlandés (Oegstgeest, 26 de octubre de 1925-Texel, 19 de octubre de 2007).
Es considerado uno de los escritores holandeses más importantes de la posguerra, junto con Willem Frederik Hermans, Harry Mulisch, Gerard Reve y Hella Haasse. Sus obras cobraron notoriedad en la década de 1960 en gran medida por sus descripciones realistas de escenas sexuales.
Una de sus novelas más conocidas, Delicias Turcas, de 1969, se tradujo a más de una docena de idiomas, entre ellos al español. El director de cine holandés Paul Verhoeven la llevó con mucho éxito a la gran pantalla en 1972. La película fue nominada al Óscar a la mejor película extranjera al año siguiente y en 1999 obtuvo el premio a la mejor película holandesa del siglo XX en el Nederlands Film Festival (Festival de cine de los Países Bajos).

## Obras más conocidas
- 1961, Serpentina's petticoat ("El petticoat de Serpentina" , cuentos)
- 1962, Kort Amerikaans ("Americano corto" , novela) - traducida al sueco
- 1963, Gesponnen suiker ("Algodón de azúcar", cuentos)
- 1963, Een roos van vlees ("Una rosa de carne", novela) - traducida al alemán, checo, inglés, noruego y sueco
- 1964, De hond met de blauwe tong ("El perro con la lengua azul", cuentos)
- 1965, Terug naar Oegstgeest ("Retorno a Oegstgeest", novela autobiográfica) - traducida al alemán, húngaro, polaco, ruso, sueco y turco; llevada al cine en 1987 por Theo van Gogh
- 1967, Horrible tango ("Tango horrible", novela) - traducida al inglés y al sueco
- 1969, Turks fruit ("Delicias turcas", novela) - traducida al alemán, búlgaro, checo, eslovaco, esloveno, español, finés, francés, frisón, hindi, húngaro, inglés, italiano, japonés, polaco, portugués, sueco y turco; llevada al cine en 1972 por Paul Verhoeven
- 1974, De walgvogel ("El dodo", novela) - traducida al sueco
- 1977, De kus ("El beso", novela) - traducida al sueco
- 1979, De doodshoofdvlinder ("Esfinge de la muerte", novela) - traducida al sueco
- 1980, De perzik van onsterfelijkheid ("El melocotón de la inmortalidad", novela) - traducida al alemán y al sueco
- 1981, Alle verhalen ("Todos los cuentos")

## Títulos publicados en español
| Título          | Título original | Fecha de edición | Fecha de edición |
| --------------- | --------------- | ---------------- | ---------------- |
| Delicias turcas | Turks fruit     | 1969             | 2009             |